# 24時間年中無休

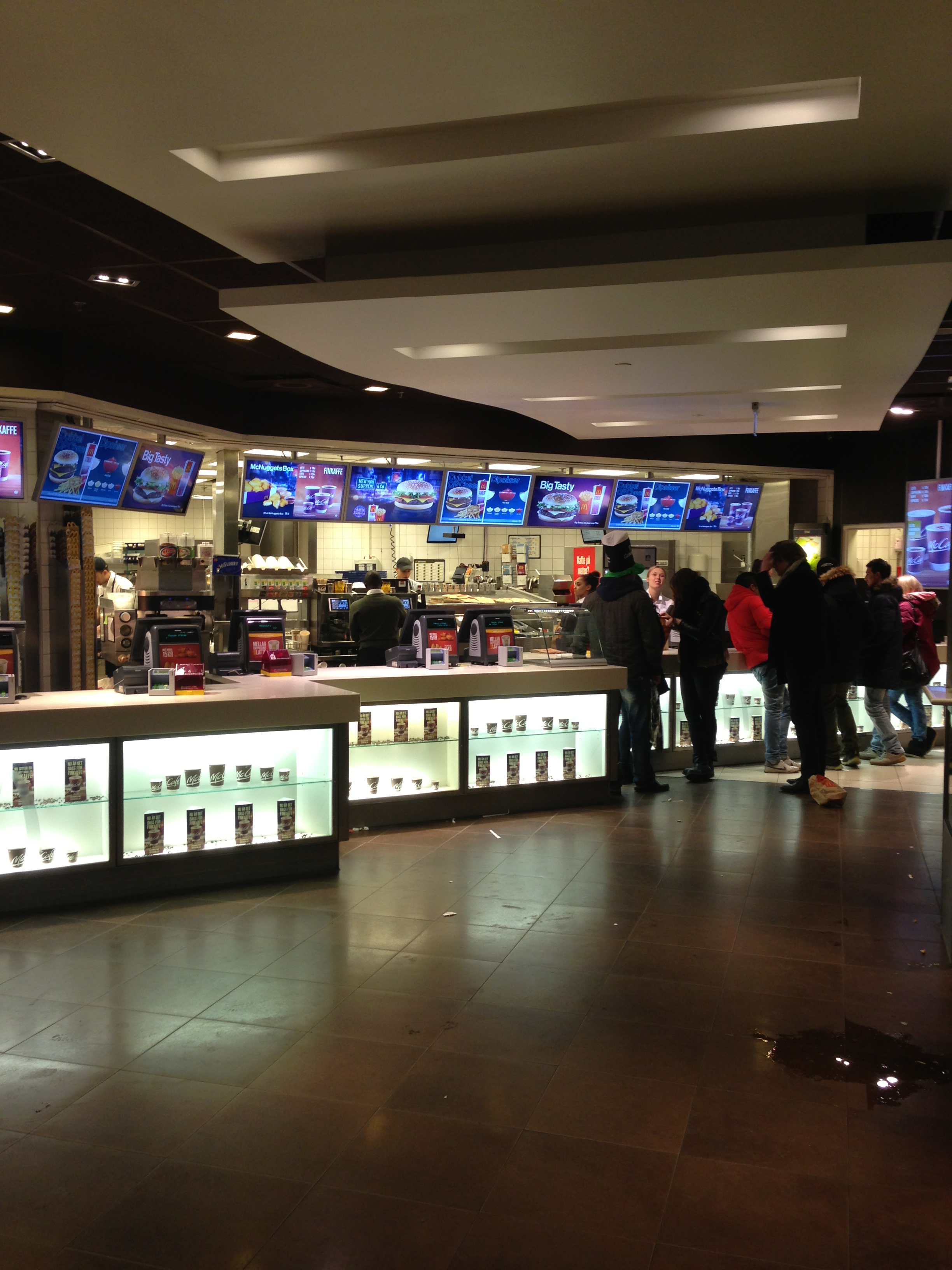
夜のマクドナルドのカウンター、スウェーデン、ヨーテボリ、2013年

商業における、 24時間年中無休（24じかんねんじゅうむきゅう）とは、一年中まったく営業を休むことなく、いつでも利用できるサービスのことをさす。 英語では、24×7、24/7などと表記される。
深夜に営業（稼働）せず、代わりに土・日・祝日・年末年始でも休まず、毎日決まった時間（コアタイム）に営業する場合は単に「年中無休」と呼ばれる。

## 例

### 一般消費者向けビジネス
24時間年中無休のサービスの例は、スーパーマーケット、コンビニエンスストア、 ATM 、自動オンラインアシスタント、ガソリンスタンド、飲食店、宿泊施設、スタッフが常駐するデータセンター、病院、タクシー、警備サービスなどがある。都市部では建設作業員も年中無休のことがある。
深夜帯や早朝帯にスタッフが不在となる24時間営業のスポーツジムや24時間営業の無人の古着屋なども存在する。

### 緊急サービスと輸送
24時間絶えず稼働する必要がある職業の例として、救急隊、警察、消防、緊急電話番号 (110番、119番）など、いつ発生するか予測できない事件・事故・災害に対応する公安職がある。
空港、航空会社、フェリーサービスなどの輸送サービス、場合によっては電車やバスが24時間サービスを提供する場合（終夜運転）もある。 24時間年中無休で運行している公共交通サービスの例としては、ニューヨーク市地下鉄、 PATCO 、コペンハーゲンメトロ、シカゴ・Lの2路線などがある。 SEPTAシステムの2つの路線、ロンドン地下鉄、バルセロナメトロ、イスタンブールメトロの一部の路線を含む一部の公共交通機関は、金曜日と土曜日の夜にのみ24時間運行している。

### 産業およびユーティリティサービス
産業施設および製造施設、特に限界稼働率近くで稼働する施設、または一時停止に大きな費用がかかるプロセス（生産ラインなど）に依存する施設は、24時間年中無休のサービスを提供することがある。同様に、ユーティリティは通常、複数の24時間年中無休のサービスを提供する必要がある。たとえば、電力会社は、24時間年中無休で停電レポートを処理し、緊急修理技術者を派遣する。さらに、電気インフラを監視し、常に電力を生成する。同じことが電気通信およびインターネットサービスプロバイダーにも当てはまる。

### 非営利および慈善サービス
多くの危機センターと危機ホットラインは24時間年中無休のサービスを提供している。

## 手法

### 連続運転
多くの24時間年中無休のサービスは、完全なシフト勤務制を敷いて交替制で継続的に運営されている。

### 地理的交替制
コールセンターなどの仮想オフィスを利用できる24時間年中無休のサービスでは、タイムゾーン毎に交替制を敷いて、それぞれの地域で担当者を採用する場合がある。

### 個人の努力
エッセンシャルサービスを提供する専門家による対応。

## サービスの中断
場合によっては、特定の状況下で24時間年中無休のサービスが一時的に利用できなくなる場合がある。これには、定期メンテナンス、アップグレードまたは改修、緊急修理、および差し止め命令による業務停止などの場合がある。特定の場所に従業員を派遣する必要がある24時間年中無休のサービスでは、異常気象、犯行予告、自然災害、または強制避難などでサービス継続に必要な最小数の従業員が立ち会えない場合にも中断される可能性がある。
一部の24時間年中無休サービスは年末年始などの主要な休日・祝祭日やサービス提供企業が指定する休日に休業する場合がある。

### 冗長性と体制強化
24時間年中無休サービスでは、潜在的な混乱への耐性、混乱が発生した場合の回復力、および全体的な信頼性の最低基準を保証する複雑なスキームを構築する必要がある場合がある。
重要なインフラは、フェイルオーバーシステム、発電機、および衛星通信を使って体制の強化を図る場合がある。壊滅的な災害が発生した場合のために、一部の24時間年中無休のサービスは完全に冗長な並列インフラを他の場所に準備しておくこともある。

## 批判
24時間年中無休で稼働する民間企業の職場では、従業員は私生活の選択と自由を制限される状況に置かれることになる。したがって、24時間年中無休の職場に人間らしさを取り戻すことを求める声もあがっている。 

## 24時間営業の見直し
日本において都心部を含めたコンビニエンスストアやファミリーレストランなど、24時間営業が当たり前とされていたサービスも、人手不足、深夜帯の利用客減少などといった問題で見直しが行われている。一時期の新型コロナウイルス感染症の流行による時短営業の要請を経て見直しも行われ、時代の背景も影響している。